# Francisco Vela
Francisco Vela (23 de julio de 1859 en Xelajú, Quetzaltenango - 28 de febrero de 1909 en Esquipulas, Departamento de Chiquimula) fue un teniente coronel, ingeniero y cartógrafo guatemalteco. Fue director de la Escuela Politécnica, decano de la Facultad de Ingeniería de la Universidad Nacional y fue el diseñador, creador y constructor del Mapa en Relieve de Guatemala.

## Biografía
Nació en la ciudad de Quetzaltenango, hijo de don Cruz Vela y doña Antonia Arango; sus primeros estudios los realizó en su ciudad natal,
ingresando el 5 de abril de 1875, a la Escuela Politécnica, en donde su alto nivel académico y liderazgo le permitieron alcanzar el grado de Sargento Primero de la Compañía, graduándose con el grado de Subteniente de Ingenieros y Topógrafo a los 19 años.  En su primer asignación retornó a Quetzaltenango a prestar sus servicios con dedicación y esmero,  profundizando sus estudios topográficos, además de impartir clases a la juventud; efectuó estudios en la American School of Correspondence de Filadelfia, Estados Unidos, obteniendo el título de Ingeniero de Telégrafos y luego el de Administrador Municipal, siendo también miembro de la Academia de Ciencias del Ateneo de Guatemala.
Autor de libros referentes a los temas de matemáticas, topografía y geografía, fue también editor de la Revista La Propaganda Científica a la cual le dedicó tiempo y esfuerzo; su notable habilidad numérica, lo inspiró para aprender el uso del ábaco chino, dedicándose a construir aparatos similares, con los que fuera posible realizar operaciones complejas y ecuaciones de diferentes grados.
| Como docente, se dedicó a mejorar los niveles educativos de Guatemala y citando al historiador Zamora Castellanos: «... En el magisterio, que fue su profesión de todo agrado, el Ingeniero Vela hizo estudios de Pedagogía. Su entusiasmo por la Metodología Matemática fue tan grande, que en 1899, se dirigió a la autoridad escolar de Nueva York, proponiendo que, en vez de llevar a la exposición de París una colección de libros y aparatos que darían ideas incompletas de los adelantos pedagógicos en los Estados Unidos, era mejor llevar una pequeña escuela de alumnos de ambos sexos, para exhibir los métodos de enseñanza, y él mismo se ofreció gratuitamente como profesor, por oposición si era necesario». Tomado de: Museo Militar de Guatemala: Francisco Vela Arango |

Realizó sus estudios en la Escuela Politécnica de Guatemala en donde se graduó de Ingeniero Topógrafo el 23 de enero de 1882. Se destacó por el dominio de las Matemáticas, sus estudios del sistema métrico decimal y sus trabajos de la geografía nacional.
Fue Director de la Escuela Politécnica entre 1889 y 1891, decano de la Escuela Facultativa de Ingeniería de 1898 a 1902, y durante el gobierno del presidente Manuel Lisandro Barillas fue elegido diputado a la Asamblea Nacional Legislativa como representante de Quetzaltenango. Además, publicó la obra Datos de la República de Guatemala en 1908.

## Mapa en relieve

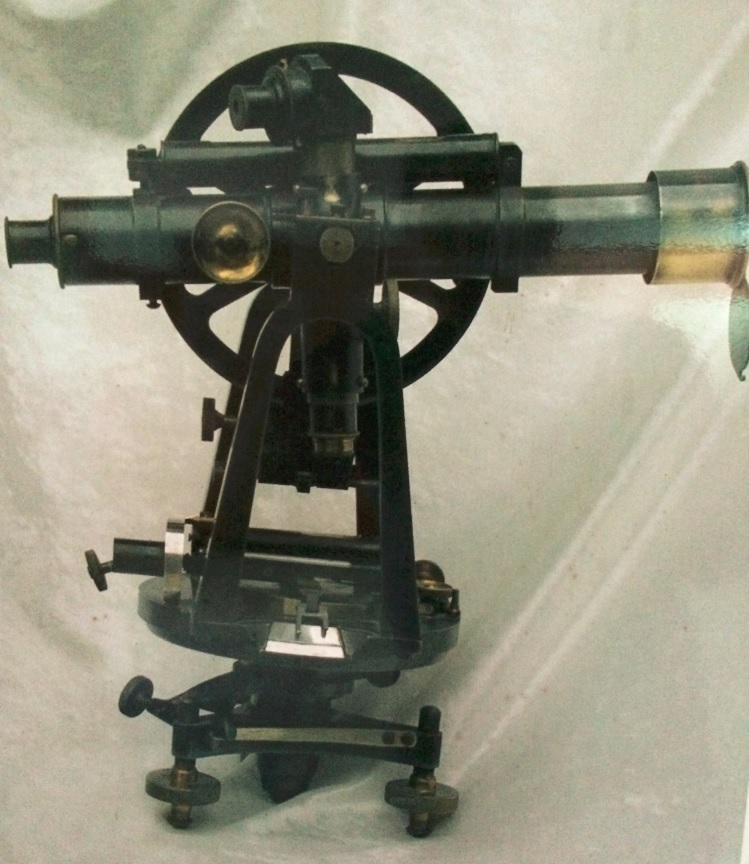
Teodolito usado por el Ingeniero Francisco Vela para medir toda la república de Guatemala durante la elaboración del Mapa en Relieve.
Museo Nacional de Historia de Guatemala

Sin duda su más extraordinaria obra fue la realización del Mapa en Relieve de Guatemala, el cual se puede apreciar en el Hipódromo del Norte en la ciudad de Guatemala. Este mapa fue inaugurado el 29 de octubre de 1905 y ha sido considerado como uno de los más valiosos bienes del patrimonio cultural guatemalteco.
Durante 1888, realizando una de sus innumerables medidas del territorio nacional en la cima de Zunil, formaliza la idea de realizar un Mapa en Relieve de la República. En mayo de 1903, fue llamado por el entonces presidente Manuel Estrada Cabrera, también quetzalteco, para que planeara los jardines del Hipódromo del Norte, lo que fue la oportunidad de Vela para realizar su proyecto. Cuando el presidente le pidió ser él quien colocara la primera piedra, el Coronel Vela le contestó: «Señor Presidente, ¡usted será quien coloque la última!»  Estrada Cabrera se sorprendió con lo inusitado de la respuesta, pero quedó complacido con ella, puesto que significa que el Coronel Vela se comprometía a terminar el proyecto.
Fue así, como en abril de 1904, se inició la colocación de los cimientos. El Mapa en Relieve quedó concluido en 18 meses, para muchos un tiempo récord, que abarcó no solo la construcción en sí, sino también el recorrido previo, a lo largo y ancho del país, algunas veces en mula, otras a pie, por vía la vía férrea o en lancha por ríos navegables, que llevó a cabo el ingeniero Francisco Vela, creador del diseño.  Vela efectuó esta tarea con el fin de lograr la escala más exacta posible de montañas, volcanes, valles, cuencas, ríos, lagos, costas, puertos, ciudades, carreteras y vías férreas, medidos con los instrumentos cartográficos disponibles a principios del siglo xx. Para ejecutar su obra buscó el apoyo del ingeniero Claudio Urrutia y del artista Antonio Doninelli, quienes junto a los obreros darían vida a la representación geográfica de Guatemala.  El mapa tuvo un costo de 5 mil pesos oro.

El 29 de octubre de 1905, con bandas marciales y más de seis mil niños desfilando, seguidos del desfile militar, la obra cumbre de Francisco Vela, fue inaugurada por el presidente Manuel Estrada Cabrera, quien colocó la última piedra durante la ceremonia.

### Galería del Mapa en Relieve

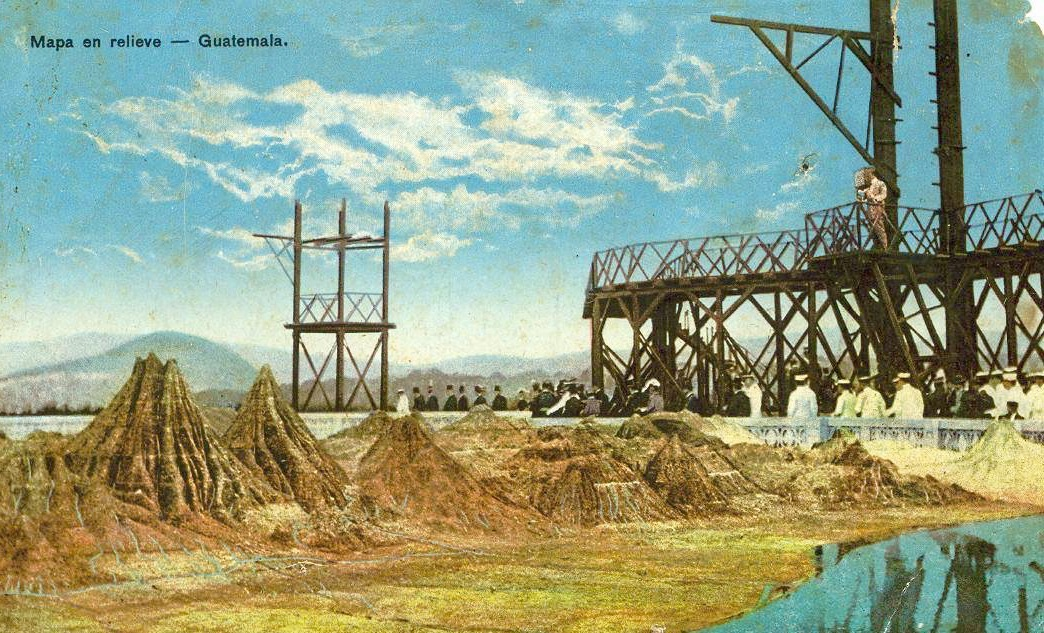
Vista parcial del Mapa en Relieve de Guatemala, 1905. Museo Nacional de Historia de Guatemala
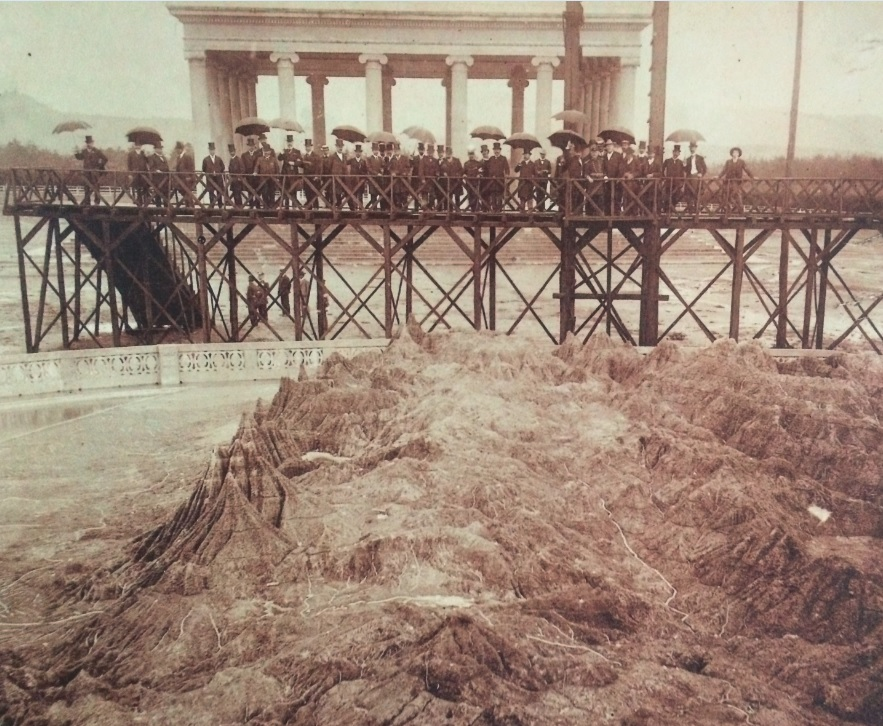
Miembros del Gabinete de Gobierno e invitados especiales observando el Mapa en Relieve en 1905. Al fondo, Templo de Minerva Museo Nacional de Historia de Guatemala
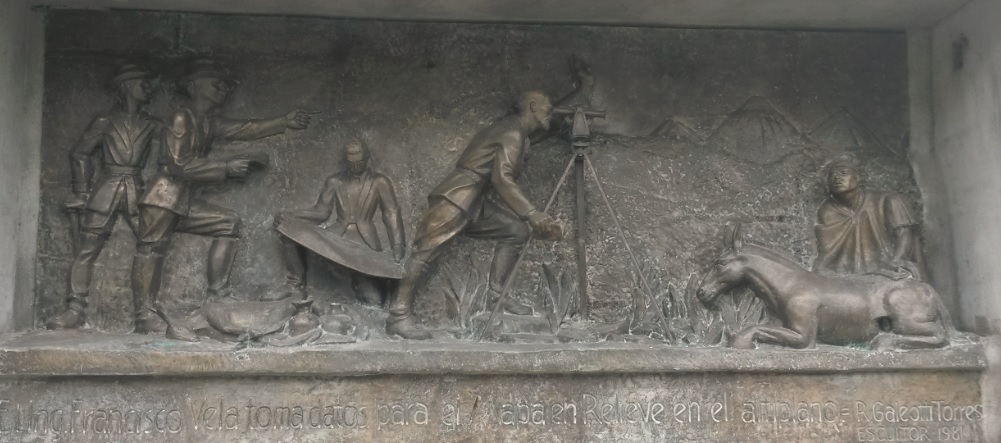
Monumento a Francisco Vela construido en 1981 por Rodolfo Galeotti Torres. El Monumento está ubicado junto al Mapa en Relieve de Guatemala.
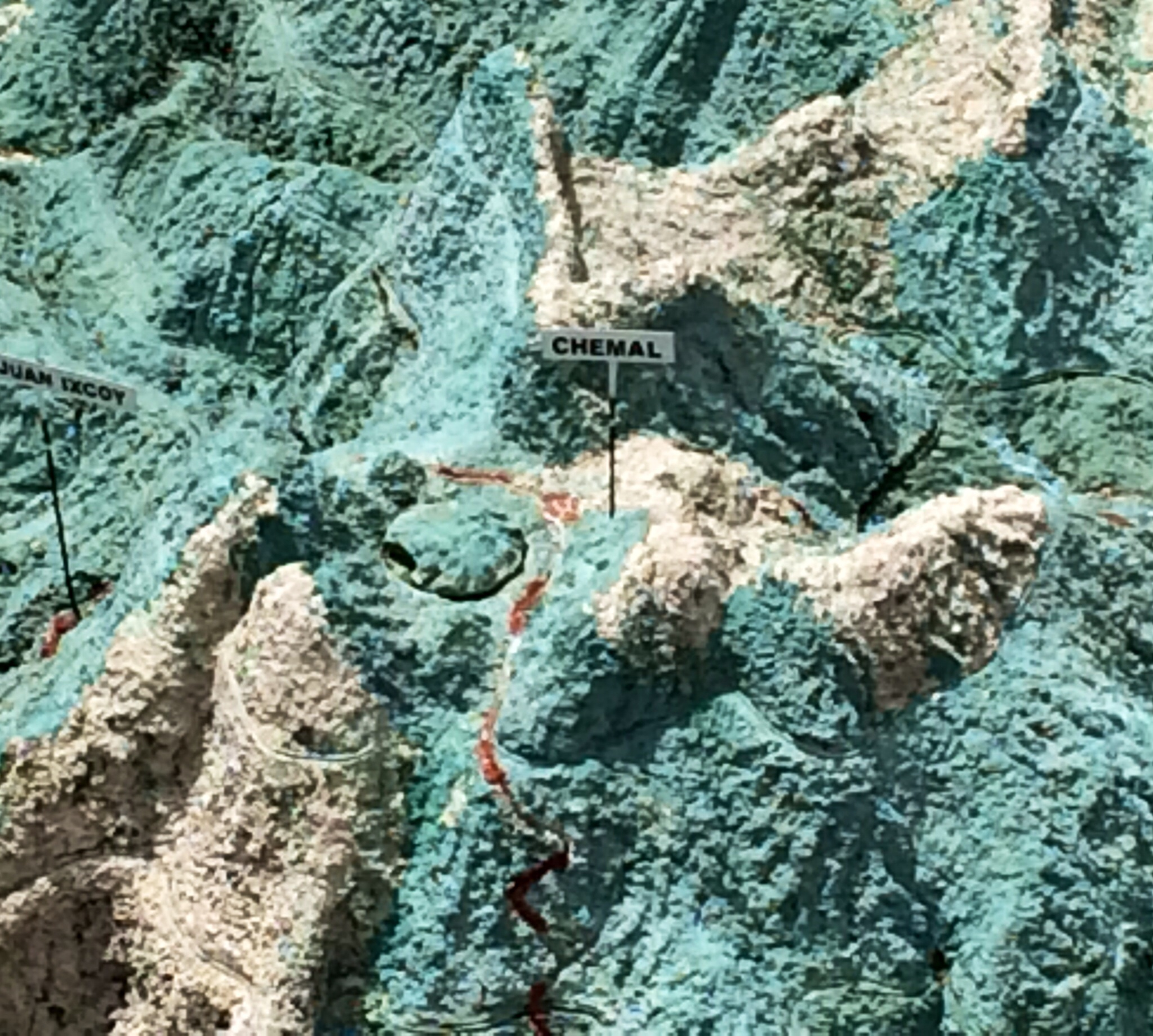
Última piedra del Mapa en Relieve, que está en la localidad de Chemal en Los Cuchumatanes, 2014. Esta piedra fue colocada en ceremonia solemne por el presidente Estrada Cabrera en 1905.
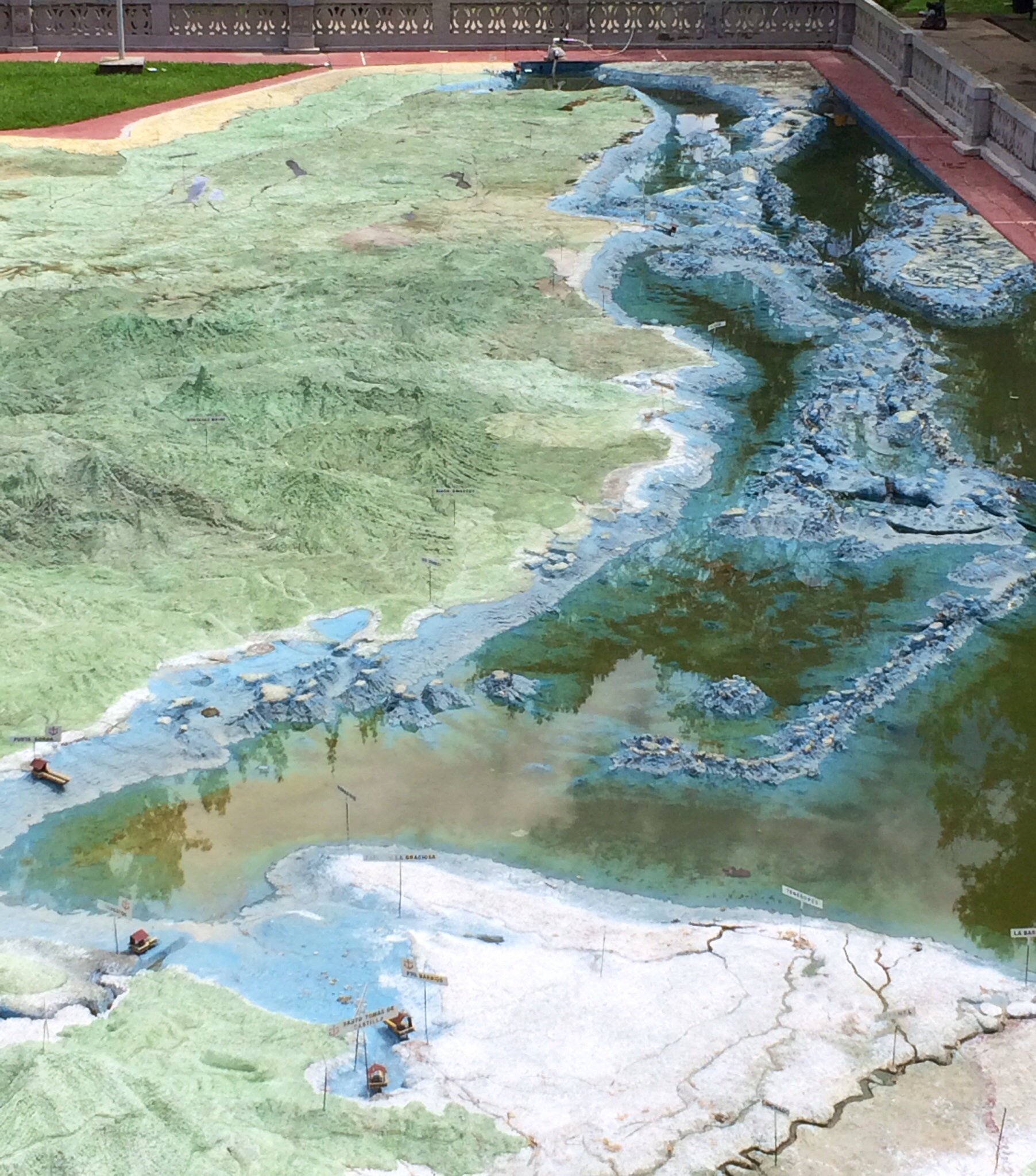
Belice en el Mapa en Relieve, 2014. Obsérvese el detalle de la costa, de los arrecifes y de las islas.

## Muerte
La dedicación y capacidad del teniente coronel Vela Arango, le valió el nombramiento como representante militar de la Comisión a cargo de solucionar los problemas limítrofes con Honduras, viajando a aquella región donde contrajo paludismo, falleciendo en Esquipulas el 26 de febrero de 1909, próximo a cumplir los 50 años de edad.

## Distinciones
El teniente coronel e ingeniero Francisco Vela fue uno de los constructores físicos Guatemala, razón por la cual varias poblaciones del interior llevan su nombre, así como el Aula Magna de la Facultad de Ingeniería de la Universidad de San Carlos de Guatemala.